# 上位層プロトコル
上位層プロトコル（じょういそうプロトコル、Upper Layer Protocol）とは、コンピュータ・ネットワークの階層型プロトコルにおいて、より上位の階層にあるプロトコルである。

## 概要
上位層プロトコルは、より具体的で論理的に物理媒体に近い機能を提供する下位層プロトコルに対して、より抽象的で論理的に利用者やアプリケーションに近い機能を提供する。
言い換えれば、上位層プロトコルは通信するデータを下位層プロトコルの実装から独立した抽象的な情報として取扱う。通信相手へのデータ転送は下位層プロトコルに託され、そのデータが通信相手に具体的にどのように転送されるかという事については関知しない。
現実の郵便に例えると、手紙を入れた封筒は郵便ポストの上位層プロトコルに相当すると言える。
インターネット・プロトコル・スイートでは、UDPとTCPはIPに対して上位層プロトコルにあたり、同様にIPはUDPとTCPに対して下位層プロトコルにあたる。
またOSI参照モデルでは、セッション層以上を上位層プロトコルと呼び、トランスポート層以下を下位層プロトコルと呼ぶ。